# 伊藤嘉昭
伊藤 嘉昭（いとう よしあき、1930年3月30日 - 2015年5月15日）は、日本の生物学者。名古屋大学名誉教授。専門は昆虫学、進化生物学、生態学。寺本英と共に日本に社会生物学/行動生態学を導入し、日本の生態学と動物学を発展させた。

## 経歴
東京生まれ。1950年に東京農林専門学校（現・東京農工大学）を卒業し農林省に入省する。農林省農業技術研究所、沖縄県農業試験場勤務。1950年代は日本共産党に接近し、民主主義科学者協会（民科）の雑誌などにしばしば寄稿するなど民科系科学者の有力な論客だった。一方で、民科生物学部会で主流を占めたルイセンコ遺伝学やヤロビ農法からは距離を置く独自の立場を取っていた。
1952年に血のメーデー事件に参加した際、警官隊との衝突で負傷し逮捕される。同事件で起訴され農林省を休職。休職期間中も労働組合の支援を受け、研究所に通い研究を続けた。1960年「ムギのアブラムシ類の個体群増殖ならびに棲みわけに関する生態学的研究」で京都大学理学博士。 
1969年に復職し、1970年に無罪判決が確定。1970年代には沖縄県でウリミバエの駆除事業を指導。不妊化処理した雄個体を放散する方法を実用化して、ウリミバエ駆除への道筋を確立した。
若いころ面識の無かった今西錦司を訪ねて指導を受ける。森下正明などの知己も得、生態学への道を志す。この頃から今西は欧米の個体競争中心の進化観から離れ、共生と全体論的進化観に傾く。
1978年に名古屋大学助教授。同時期に執筆した『比較動物学』は今西の影響を強く受けている。しかし1970年代末から80年代初頭には欧米で起こった社会生物学を受け入れた。
1982年に寺本英を代表として文部省の特定研究プロジェクト「生物の適応戦略と社会構造」が発足すると伊藤は動物班の代表となった。このプロジェクトには後の日本の生態学、進化学を牽引する山村則男、巌佐庸、河田雅圭、辻和希、遠藤彰、上田恵介、佐倉統、長谷川寿一、長谷川真理子、嶋田正和、粕谷英一らも参加した。海外からはW.D.ハミルトン、M.J.ウェスト＝エバーハード、J.クレブスらを招いた。このプロジェクトは日本の生態学と進化生物学を大きく発展させる転機となった。
1988年に名古屋大学教授、1993年定年退官、名誉教授、沖縄大学教授。1998年退職。その後も行動生態学/社会生物学のテキストなどを執筆している。2007年、南方熊楠賞受賞。日本昆虫学会名誉会員である。
2015年5月15日、肝不全により死去。85歳没。

## 著書
- 『比較生態学』岩波書店、1959
- 『動物生態学入門 個体群生態学編』古今書院 形成選書　1963
- 『人間の起原 サルと化石人類の生物学』紀伊国屋新書 1966
- 『サルが人間になるにあたっての労働の役割 原典解説』青木書店 1967 マルクス=レーニン主義入門叢書
- 『一生態学徒の農学遍歴』蒼樹書房 1975
- 『動物生態学』古今書院、1975-76
- 『虫を放して虫を滅ぼす 沖縄・ウリミバエ根絶作戦私記』中公新書 1980
- 『社会生態学入門 動物の繁殖戦略と社会行動』東京大学出版会 1982
- 『動物の社会行動』東海大学出版会 東海科学選書 1982
- 『動物-その適応戦略と社会 4　狩りバチの社会進化 協同的多雌性仮説の提唱』東海大学出版会 1986
- 『動物の社会 社会生物学・行動生態学入門』東海大学出版会 1987
- 『生態学と社会－経済/社会系学生のための生態学入門』東海大学出版会 1994
- 『沖縄やんばるの森 世界的な自然をなぜ守れないのか』岩波書店 1995
- 『熱帯のハチ 多女王制のなぞを探る』海游舎 1996
- 『沖縄の友への直言 害虫ウリミバエ根絶と沖縄暮らしの体験から』高文研 2000
- 『楽しき挑戦－型破り生態学50年』（自伝）海游舎 2003
- 『琉球の蝶 ツマグロヒョウモンの北進と擬態の謎にせまる』東海大学出版会 2009

### 共著・編
- 『動物の数は何できまるか』桐谷圭治共著 日本放送出版協会 NHKブックス 1971
- 『アメリカシロヒトリ 種の歴史の断面』編 中公新書 1972
- 『動物生態学研究法』村井実共著 古今書院 1977
- 『生物学教育講座 7巻　動物の個体群と群集』法橋信彦ほか共著 東海大学出版会 1980
- 『動物たちの生き残り戦略』齊藤隆・藤崎憲治と共著 日本放送出版協会 NHKブックス 1990
- 『動物社会における共同と攻撃』編 東海大学出版会 1992
- 『動物生態学』嶋田正和・粕谷英一・山村則男と共著 蒼樹書房 1992　海游舎、2005
- 『沖縄やんばる・亜熱帯の森 この世界の宝をこわすな』平良克之写真・説明 高文研 1997
- 『農薬なしで害虫とたたかう』垣花廣幸共著 岩波ジュニア新書 1998
- 『性フェロモンと農薬 湯嶋健の歩んだ道』平野千里・玉木佳男共編 海游舎 2002
- 『不妊虫放飼法 侵入害虫根絶の技術』編 海游舎 2008

### 訳書
- A.E.エマーソン『生態と進化』みすず書房 現代科学叢書 1955
- K.E.F.ワット『生態学と資源管理』監訳 築地書館 1972
- SIPRI 編『ベトナム戦争と生態系破壊』岸由二共訳 岩波現代選書 1979
- E.O.ウィルソン『社会生物学』監修、坂上昭一・宮井俊一・前川幸恵・北村省一・松本忠夫・粕谷英一・松沢哲郎・郷采人・巌佐庸・羽田節子訳 1999年

## 論文
- 国立情報学研究所収録論文 国立情報学研究所

## 関連人物
- 高嶺英恒

## 参考サイト
- コトバンク